# Gorazd Vahen
Gorazd Vahen, slovenski oblikovalec in ilustrator, * 11. julij 1969, Ljubljana, Slovenija.
Leta 1995 je diplomiral na Akademiji za likovno umetnost v Ljubljani. Ilustrira za odrasle in otroke, likovno opremlja tudi učbenike in priročnike. Ilustriral je dela Pratchetta, Filipčiča, Sivca, poznamo pa ga predvsem po ilustracijah zgodb Svetlane Makarovič. Živi in ustvarja v Ljubljani.

## Dela

### Pomembnejše knjižne ilustracije
- Kamionarji (1994) (COBISS)
- Kopači: druga knjiga o nomih (1994) (COBISS)
- Krila : tretja knjiga o nomih (1994) (COBISS)
- Tacamuca (1995) (COBISS)
- Coprnica Zofka (1995) (COBISS)
- Zlatolaska in zmaj (1996) (COBISS)
- Formula smrti (1997) (COBISS)
- Sovica Oka (1997) (COBISS)
- Pekarna Mišmaš (1997) (COBISS)
- Sapramiška (1998) (COBISS)
- Kosovirja na leteči žlici (2001) (COBISS)
- Sapramiška (1998) (COBISS)
- Čuk na palici (2001) (COBISS)
- Zvezdica Zaspanka (2004) (COBISS)
- Živalska olimpijada (2004) (COBISS)
- Tina in medvedja moč (po zgodbi Primoža Suhadolčana) (2016) (COBISS)

### Barvanje del drugih avtorjev
- Tolpa mladega Ješue - Čarodej (risba: Tomaž Lavrič) (2017) (COBISS)

## Nagrade
- Posebno priznanje Hinka Smrekarja (1997)
- Priznanje Hinka Smrekarja (2002)

## Vir
- Veler Alenka, ur. (2005). Album slovenskih ilustratorjev. Ljubljana : Mladinska knjiga. COBISS 219779072. ISBN 86-11-16562-4.
- Osebnosti: veliki slovenski biografski leksikon. Mladinska knjiga, Ljubljana. 2008. COBISS 241136128. ISBN 978-961-01-0504-6.
- Bajt, Drago (1999). Slovenski kdo je kdo. Nova revija, Ljubljana. COBISS 103618304. ISBN 961-6017-90-X.